# Свен Майнгардт
Свен Майнгардт (нім. Sven Meinhardt, 28 вересня 1971) — німецький хокеїст на траві.
Олімпійський чемпіон 1992 року, учасник 1996 року.